# Four Seasons (canção)
"Four Seasons" (hangul: 사계; rr: sagye) é uma canção da cantora sul-coreana Taeyeon, lançada como um single digital, juntamente com seu lado b "Blue", em 24 de março de 2019 pela SM Entertainment. Escrita por Kenzie, que também co-produziu a faixa com Afshin Salmani, Andrew Allen e Josh Cumbee, "Four Seasons" e seu lado b "Blue", foram posteriormente incluídas como faixas bônus do relançamento coreano do segundo álbum de estúdio de Taeyeon, Purpose, em 15 de janeiro de 2020.
Após o seu lançamento, "Four Seasons" alcançou grande êxito comercial, rendendo a Taeyeon seu sexto número um pela tabela musical sul-coreana Gaon Digital Chart. Além disso, tornou-se seu primeiro single a receber o certificado platina da KMCA por ultrapassar 2,5 milhões de downloads digitais pagos e cem milhões de unidades de streaming.

## Antecedentes e composição
Em 17 de março de 2019, foi anunciado que Taeyeon lançaria um single digital intitulado "Four Seasons", contendo a adição da faixa lado b "Blue". A canção é descrita como uma balada pop e possui estrutura instrumental centrada em violões. Suas letras comparam os altos e baixos vividos no amor com as quatro estações do ano. Enquanto a faixa lado B "Blue", que também é uma balada pop, possui letras que capturam o duplo significado de 'blue' (푸른) e 'triste' (우울한) e a falta de um antigo amor e os sentimentos após uma separação.

## Promoção
Em 22 de março de 2019, dois dias antes do lançamento de "Four Seasons", seu respectivo video musical foi lançado. A seguir, foram divulgados pela SM, vídeos de Taeyeon apresentando ao vivo "Four Seasons" e "Blue", retirados de sua série de concertos de nome 's...one. 

## Recepção

### Crítica profissional
| Críticas profissionais | Críticas profissionais |
| Avaliações da crítica  | Avaliações da crítica  |
| Fonte                  | Avaliação              |
| ---------------------- | ---------------------- |
| IZM                    | [ 4 ]                  |

Após seu lançamento, "Four Seasons" recebeu críticas positivas dos críticos musicais. Avaliando o single com três estrelas de um total de cinco, a publicação IZM, considerou que "Four Seasons" é uma canção que anuncia que Taeyeon tornou-se uma vocalista completa. Para Riddhi Chakraborty da Rolling Stone India, "Four Seasons" mostra sua propensão para pular de gênero com facilidade.

### Reconhecimento
| Ano  | Prêmio                  | Categoria                       | Resultado | Ref.   |
| ---- | ----------------------- | ------------------------------- | --------- | ------ |
| 2019 | Melon Music Awards      | Melhor Balada                   | Venceu    | [ 5 ]  |
| 2019 | Mnet Asian Music Awards | Melhor Performance Vocal – Solo | Venceu    | [ 6 ]  |
| 2019 | Mnet Asian Music Awards | Canção do Ano                   | Indicado  | [ 7 ]  |
| 2020 | Gaon Chart Music Awards | Canção do Ano – Março           | Venceu    | [ 8 ]  |
| 2020 | Golden Disc Awards      | Daesang Digital                 | Indicado  | [ 9 ]  |
| 2020 | Golden Disc Awards      | Bonsang Digital                 | Venceu    | [ 9 ]  |
| 2020 | Seoul Music Awards      | Daesang Digital                 | Venceu    | [ 10 ] |

| Programa         | Emissora | Data               | Ref.   |
| ---------------- | -------- | ------------------ | ------ |
| Show! Music Core | MBC      | 6 de abril de 2019 | [ 11 ] |
| Inkigayo         | SBS      | 7 de abril de 2019 | [ 12 ] |

| Categoria               | Data               | Ref.   |
| ----------------------- | ------------------ | ------ |
| Weekly Popularity Award | 1 de abril de 2019 | [ 13 ] |
| Weekly Popularity Award | 8 de abril de 2019 | [ 13 ] |

## Faixas e formatos
| "Four Seasons"- Download digital, streaming |                |                |                                                                                         |                                                    |         |  |
| N.º                                         | Título         | Letras         | Música                                                                                  | Arranjo                                            | Duração |  |
| 1.                                          | "Blue"         | Hyun Ji-won JQ | Alex Mood Mariella "Bambi" Garcia Balandina Oskar Salhin Mimmi Gyltman Rassmus Björnson | Mariella "Bambi" Garcia Balandina Rassmus Björnson | 3:32    |  |
| 2.                                          | "Four Seasons" | Kenzie         | Kenzie Nonfiction (AFSHeeN, Josh Cumbee) Afshin Salmani Andrew Allen                    | Kenzie NONFICTION (AFSHeeN, Josh Cumbee)           | 3:08    |  |
| Duração total:                              | Duração total: | Duração total: | Duração total:                                                                          | Duração total:                                     | 6:40    |  |

## Desempenho nas paradas musicais
"Four Seasons" estreou diretamente no topo da tabela sul-coreana Gaon Digital Chart, enquanto "Blue" posicionou-se em seu pico de número vinte, ambos pela semana correspondente de 24 a 30 de março de 2019. Em suas tabelas componentes, "Four Seasons" atingiu o topo da Gaon Download Chart, com "Blue" atingindo seu pico de número seis, respectivamente. Pela Gaon Streaming Chart, "Four Seasons" estreou em número dois, com "Blue" atingindo pico de número 32, ambas tabelas na mesma semana de referência. A seguir, "Four Seasons" permaneceu no topo da Gaon Digital Chart e ascendeu ao número um pela Gaon Streaming Chart, na semana referente a 31 de março a 6 de abril de 2019. O single posicionou-se em número dois na tabela mensal de abril de 2019 da Gaon Digital Chart, figurando mais tarde, em sua respectiva tabela anual entre os anos de 2019 a 2021. Pela Billboard K-pop Hot 100, "Four Seasons" alcançou o primeiro lugar por duas semanas consecutivas, com "Blue" atingindo pico de número 24 na semana referente a 6 de abril de 2019. Nos Estados Unidos, "Four Seasons" posicionou-se em número seis pela Billboard World Digital Songs, na semana referente a 6 de abril de 2019, enquanto "Blue" posicionou-se em número sete, pela mesma semana.
| Parada musical (2019)                          | Melhor posição |
| ---------------------------------------------- | -------------- |
| Coreia do Sul (Gaon Digital Chart)             | 1              |
| Coreia do Sul (Billboard K-pop Hot 100)        | 1              |
| Estados Unidos (Billboard World Digital Songs) | 6              |

| Parada musical (2019)              | Posição |
| ---------------------------------- | ------- |
| Coreia do Sul (Gaon Digital Chart) | 9       |
| Parada musical (2020)              | Posição |
| Coreia do Sul (Gaon Digital Chart) | 81      |
| Parada musical (2021)              | Posição |
| Coreia do Sul (Gaon Digital Chart) | 158     |

| Região | Certificação | Vendas       |
| Download | Download     | Download     |
| --- | ------------ | ------------ |
| Coreia do Sul (KMCA) | Platina      | 2 500 000*   |
| Streaming |              |              |
| Coreia do Sul (KMCA) | Platina      | 100 000 000‡ |
| *números de vendas baseados somente na certificação ^distribuições baseadas apenas na certificação ‡vendas+valores de streaming baseados somente na certificação |              |              |

## Histórico de lançamento
| Região        | Data                | Formato                    | Gravadora | Ref.   |
| ------------- | ------------------- | -------------------------- | --------- | ------ |
| Coreia do Sul | 24 de março de 2019 | Download digital streaming | SM Iriver | [ 29 ] |
| Mundo         | 24 de março de 2019 | Download digital streaming | SM        | [ 30 ] |